# Mudéjararchitectuur van Aragón
De Mudéjararchitectuur van Aragón in Spanje staat sinds 1986 op de Werelderfgoedlijst.
Oorspronkelijk (in 1986) was de naam van de werelderfgoedinschrijving Mudéjar architectuur van Teruel. De inschrijving omvatte vier kerken in Teruel: De kathedraal van Santa María de Mediavilla, kerken van San Pedro, San Martín en Salvador.

## Uitbreiding
In de jaren 90 werd door inwoners van de provincie Zaragoza er op gewezen dat er andere objecten van de Mudéjar-architectuur niet op de lijst stonden. Daarom werd in 2001 de inschrijving aangepast naar de huidige titel (met een verwijzing naar de omvattende regio Aragón) en uitgebreid met zes monumenten in de stad Zaragoza en in de gelijknamige provincie: Santa María in Calatayud, Santa Tecla in Cervera de la Cañada, Santa María in Tobed, Palacio de la Aljafería, kerk van San Pablo, en La Seo-kathedraal in Zaragoza.

## Overzicht van de objecten
| Inschrijving | Naam                            | Plaats               | Jaar | Coördinaten           |
| ------------ | ------------------------------- | -------------------- | ---- | --------------------- |
| 378-001      | Kathedraal van Teruel           | Teruel               | 1986 | 40° 21′ NB, 1° 6′ WL  |
| 378-002      | Iglesia de San Pedro (Teruel)   | Teruel               | 1986 | 40° 21′ NB, 1° 6′ WL  |
| 378-003      | Iglesia de San Martín (Teruel)  | Teruel               | 1986 | 40° 21′ NB, 1° 7′ WL  |
| 378-004      | Iglesia del Salvador (Teruel)   | Teruel               | 1986 | 40° 21′ NB, 1° 6′ WL  |
| 378-005      | Colegiata de Santa María        | Calatayud            | 2001 | 41° 21′ NB, 1° 39′ WL |
| 378-006      | Iglesia de Santa Tecla          | Cervera de la Cañada | 2001 | 41° 26′ NB, 1° 44′ WL |
| 378-007      | Iglesia de Santa María (Tobed)  | Tobed                | 2001 | 41° 20′ NB, 1° 24′ WL |
| 378-008      | Aljafería                       | Zaragoza             | 2001 | 41° 39′ NB, 0° 54′ WL |
| 378-009      | Iglesia de San Pablo (Zaragoza) | Zaragoza             | 2001 | 41° 39′ NB, 0° 53′ WL |
| 378-010      | La Seo                          | Zaragoza             | 2001 | 41° 39′ NB, 0° 53′ WL |

Alhambra, Generalife en Albaicín, Granada ·
Kathedraal van Burgos ·
Historisch centrum van Córdoba ·
Klooster en plaats van het Escorial, Madrid ·
Werken van Gaudí ·
Grot van Altamira en de paleolithische grotkunst van Noord-Spanje ·
Monumenten van Oviedo en het koninkrijk Asturië ·
Oude stad Ávila met de Kerken-buiten-de-Muren ·
Oude stad Segovia en aquaduct ·
Santiago de Compostella (oude stad) ·
Nationaal park Garajonay ·
Historische stad Toledo ·
Mudéjararchitectuur van Aragón ·
Oude stad Cáceres ·
Kathedraal, Alcázar en Archivo General de Indias in Sevilla ·
Oude stad Salamanca ·
Klooster van Poblet ·
Archeologisch ensemble van Mérida ·
Pelgrimsroute naar Santiago de Compostella ·
Koninklijk klooster van Santa Maria de Guadalupe ·
Nationaal park Doñana ·
Historische ommuurde stad Cuenca ·
La Lonja de la Seda van Valencia ·
Las Médulas ·
Palau de la Música Catalana en Hospital de Sant Pau, Barcelona ·
Monte Perdido ·
Kloosters van San Millán Yuso en Suso ·
Prehistorische rotskunst in de Coa Vallei en de Siega Verde ·
Rotskunst van het Middellandse Zeebekken op het Iberisch Schiereiland ·
Universiteit en historische parochie van Alcalá de Henares ·
Ibiza, biodiversiteit en cultuur ·
San Cristóbal de La Laguna ·
Archeologisch ensemble van Tarraco ·
Archeologisch Atapuerca ·
Catalaanse romaanse kerken van de Vall de Boí ·
Palmeral van Elche ·
Romeinse muur van Lugo ·
Cultuurlandschap van Aranjuez ·
Monumentale renaissance-ensembles van Úbeda en Baeza ·
Vizcayabrug ·
Oude en voorhistorische beukenbossen van de Karpaten en andere regio's van Europa ·
Nationaal park El Teide ·
Herculestoren ·
Cultuurlandschap van de Serra de Tramuntana ·
Erfgoed van kwik. Almadén en Idrija ·
Dolmens van Antequera ·
Kalifaatstad Medina Azahara ·
Cultuurlandschap van de Risco Caído en de heilige bergen van Gran Canaria  ·
Paseo del Prado en Parque del Buen Retiro, een landschap van kunst en wetenschap